# Czesław Grenda
Czesław Grenda (ur. 12 lipca 1920 w Poznaniu, zm. 12 maja 1988) – polski działacz ochrony przyrody, członek honorowy Ligi Ochrony Przyrody, inżynier.

## Życiorys
W 1937 ukończył w Poznaniu szkołę wydziałową i naukę kontynuował w Szkole Budownictwa; zmuszony przerwać edukację po wybuchu wojny, pracował na kolei w Poznaniu i Łodzi. W 1945 uzyskał dyplom szkoły budownictwa, w 1953 uzupełniony stopniem inżyniera po zaocznym kursie odbytym w Naczelnej Organizacji Technicznej. Pracował, przez większość lat na stanowiskach kierowniczych, w Zjednoczeniu Budownictwa Miejskiego w Poznaniu, w Państwowym Instytucie Hydrologiczno-Meteorologicznym, w bankowości.
Od lat 40. zaangażował się w społeczną działalność w Lidze Ochrony Przyrody. Pełnił na terenie Wielkopolski szereg znaczących funkcji w tej organizacji, od prezesa Zarządu Miejskiego w Poznaniu, po skarbnika i wreszcie od 1971 (do końca życia) prezesa Zarządu Wojewódzkiego. Zorganizował 40-tysięczną grupę Strażników Ochrony Przyrody (największą w kraju), którą przez 20 lat kierował w charakterze komendanta głównego wojewódzkiego Straży Ochrony Przyrody. Nawiązał współpracę LOP z organizacjami ochrony przyrody spoza Polski (Węgry, Czechosłowacja, Bułgaria, NRD) oraz polskimi organizacjami społecznymi i politycznymi (Polskie Towarzystwo Turystyczno-Krajoznawcze, Liga Młodzieży Wiejskiej). Wchodził w skład Zarządu Głównego Ligi, brał także udział w pracach Wojewódzkiej Komisji Ochrony Przyrody.
Z ramienia Ligi Ochrony Przyrody wchodził w skład Rady Wielkopolskiego Parku Narodowego. Inicjował na terenie parku liczne akcje społeczne, np. sadzenie drzew czy prace porządkowe. Był organizatorem konkursów dla młodzieży o tematyce ekologicznej. Liga Ochrony Przyrody nadała mu tytuł członka honorowego.
Zmarł 12 maja 1988, pochowany został na Cmentarzu Junikowskim w Poznaniu w Alei Zasłużonych. W pamięci dr Aliny Zwolskiej, lekarki, działaczki społecznej, członkini Rady Wielkopolskiego Parku Narodowego, zapisał się jako „człowiek niesłychanie dynamiczny, pełen pomysłów”, obdarzony trafnym osądem ludzi, dowcipem i pogodą ducha.